# Cerro Inmaculado
Cerro Inmaculado är ett berg i Bolivia.   Det ligger i departementet La Paz, i den centrala delen av landet, 300 km nordväst om huvudstaden Sucre. Toppen på Cerro Inmaculado är 4 554 meter över havet, eller 23 meter över den omgivande terrängen. Bredden vid basen är 0,84 km.
Terrängen runt Cerro Inmaculado är kuperad österut, men västerut är den bergig. Terrängen runt Cerro Inmaculado sluttar brant västerut. Runt Cerro Inmaculado är det glesbefolkat, med 8 invånare per kvadratkilometer.. Närmaste större samhälle är Viloco, 6,6 km väster om Cerro Inmaculado. 
Trakten runt Cerro Inmaculado består i huvudsak av gräsmarker.